# 1447 Utra
1447 Utra је астероид главног астероидног појаса са средњом удаљеношћу од Сунца која износи 2,534 астрономских јединица (АЈ).
Апсолутна магнитуда астероида је 11,3 а геометријски албедо 0,474.